# Cornelia nympha
Cornelia nympha är en insektsart som beskrevs av Stsl 1866. Cornelia nympha ingår i släktet Cornelia och familjen lyktstritar. Inga underarter finns listade i Catalogue of Life.